# Ascyltus pterygodes
Ascyltus pterygodes là một loài nhện trong họ Salticidae.
Loài này thuộc chi Ascyltus. Ascyltus pterygodes được Ludwig Carl Christian Koch miêu tả năm 1865.